# Ronald K. Hambleton
Ronald Kenneth Hambleton, född 27 juni 1943 i Hamilton, Ontario, Kanada, död 29 april 2022, var professor emeritus och vd för Center for Educational Measurements vid University of Massachusetts Amherst, College of Education, i USA.
Hambleton, vars mor var skotska och fadern engelsman, tillbringade åren efter andra världskriget i England innan familjen flyttade tillbaka till Hamilton, där han fullbordade sin skolgång.
Han inledde sina högre studier vid University of Waterloo, Kanada, där han studerade matematik och psykologi, lärde sig grunderna i programmering och inledde ett mångårigt samarbete med forskarkollegan Hariharan Swaminathan. Hösten 1966 fick han dock möjlighet att studera psykometri och statistik vid University of Toronto, där han 1967 tog en Master-examen innan han 1969 doktorerade med avhandlingen "An Empirical Investigation of the Rasch Test Theory Model". Redan samma år fick han anställning på lärarhögskolan vid UMass i Amherst , där han tillbringat större delen av sitt yrkesliv, avbrutet av kortare perioder vid andra universitet, bland andra Griffith University i Southport, Australien, och Universidad de Oviedo i Spanien.
Hambleton har under hela sin karriär varit verksam både som lärare i bland annat item response theory – ett område där han varit en vetenskaplig pionjär – klassisk testteori och utbildningvetenskaplig forskningsmetodik, och forskare inom psykometri. Han har publicerat fyra böcker och fler än 500 forskningsartiklar.

Ron Hambleton har också bidragit till det svenska högskoleprovet, först som kollega och vän till pedagogikprofessorn Ingemar Wedman under dennes studietid i USA och senare som medlem av högskoleprovets vetenskapliga råd.

## Utmärkelser
- 1994 – Hedersdoktor vid Umeå universitet[4]
- 1997 – Outstanding Teacher Award, från UMass Amherst School of Education[2]
- 1998 – Distinguished professor vid UMass Amherst[2]
- 2006 – Messick Award från American Psychological Association[5]

## Publikationer i urval
- Hambleton, Ronald K.; Swaminathan Hariharan, Rogers H. Jane (1991) (på engelska). Fundamentals of item response theory. Measurement methods in the social sciences ; Vol 2. Newbury Park: Sage. Libris 5690139. ISBN 0-8039-3646-X
- Hambleton Ronald K., Linden Wim J. van der, red (1997) (på engelska). Handbook of modern item response theory. New York, N.Y.: Springer. Libris 4878012. ISBN 0-387-94661-6
- Bartram Dave, Hambleton Ronald K., red (2005) (på engelska). Computer-based testing and the internet [Elektronisk resurs] issues and advances. Chichester, West Sussex, England: John Wiley & Sons. Libris 13570163. ISBN 9780470712993
- Lyrén, Per-Erik; Hambleton Ronald K (2008) (på engelska). Systematic equating error with the randomly-equivalent groups design: an examination of the equal abiliby distribution assumption. EM , 1103-2685 ; 2008:61. Umeå: Department of Educational measurements, Umeå University. Libris 11562826